# Гроув, Уильям Байуотер
Уи́льям Байуо́тер Гро́ув (англ. William Bywater Grove, 1848—1938) — английский миколог, специалист по ржавчинным грибам.

## Биография
Родился в Бирмингеме 24 октября 1848 года. Учился в Средней школе Короля Эдуарда, затем поступил в Колледж Святой Екатерины Кембриджского университета. В 1871 году окончил Кембриджский университет со степенью бакалавра по математике.
В течение нескольких лет работал школьным учителем, с 1887 года — директор Бирмингемской средней школы для мальчиков. В 1900 году Гроув был назначен лектором по ботанике и химии в Сельскохозяйственном колледже Стадли для женщин.
С 1905 по 1921 год Гроув читал лекции по ботанике в Бирмингемской муниципальной технической школе. Затем некоторое время работал почётным хранителем гербария Бирмингемского университета. В 1936 году Бирмингемский университет присвоил Гроуву почётную степень магистра искусств.
Начиная с 1881 года Гроув занимался изучением грибов Великобритании. Первая статья Гроува была издана в 1882 году, в ней рассматривались ржавчинные грибы. В 1884 году он напечатал монографию Pilobolus и родственных грибов. Между 1917 и 1923 годами Гроув напечатал серию критических монография нескольких родов несовершенных грибов.
Скончался 6 января 1938 года.

## Некоторые научные публикации
- Grove W. B. The British Rust Fungi (Uredinales), Their Biology and Classification. — Cambridge, 1913. — 412 p.
- Grove W. B. British Stem- and Leaf-fungi. — Cambridge, 1935—1937. — 2 vols.

## Роды грибов, названные именем У. Гроува
- Groveola Syd., 1921